# Petr Gazdík
Petr Gazdík (ur. 26 czerwca 1974 w miejscowości Uherské Hradiště) – czeski polityk, samorządowiec i nauczyciel, były przewodniczący ruchu politycznego Burmistrzowie i Niezależni, w latach 2021–2022 minister szkolnictwa, młodzieży i sportu.

## Życiorys
W 1992 zdał egzamin maturalny, w 1996 został absolwentem studiów pedagogicznych na Uniwersytecie Masaryka w Brnie. Do 2002 pracował jako nauczyciel w Bánovie. W latach 2002–2010 był burmistrzem gminy Suchá Loz, w 2008 wybrany do sejmiku kraju zlińskiego (reelekcja w 2012, 2016 i 2020). Od 2004 związany z organizacją niezależnych samorządowców, w 2009 po przekształceniach stanął na czele ugrupowania Burmistrzowie i Niezależni (STAN). Kierował nim do 2014, po czym powrócił na tę funkcję w 2016, wykonując ją do 2019. Nawiązał współpracę swojej formacji z partią TOP 09, uzyskując z jej list w wyborach w 2010 mandat deputowanego do Izby Poselskiej. Pełnił funkcję przewodniczącego klubu poselskiego TOP 09.
W 2013, 2017 i 2021 z powodzeniem ubiegał się o poselską reelekcję na kolejne kadencje.
W grudniu 2021 objął stanowisko ministra szkolnictwa, młodzieży i sportu w nowo powołanym rządzie Petra Fiali. Złożył rezygnację w czerwcu 2022, motywując to sprawą korupcyjną, w której oskarżony został m.in. jego znajomy przedsiębiorca.